# Xylocopa bequaerti
Xylocopa bequaerti är en biart som först beskrevs av Cockerell 1930.  Xylocopa bequaerti ingår i släktet snickarbin, och familjen långtungebin. Inga underarter finns listade i Catalogue of Life.